# Kumeko Urabe
Pour les articles homonymes, voir Urabe.
Kumeko Urabe (浦辺粂子, Urabe Kumeko) est une actrice japonaise née le 5 octobre 1902 et morte le 26 octobre 1989. Son vrai nom est Kume Kimura (木村くめ, Kimura Kume).

## Biographie
Kumeko Urabe a tourné dans plus de 320 films entre 1924 et 1989.

## Filmographie partielle
- 1924 : La Femme de Seisaku (清作の妻, Seisaku no tsuma?) de Minoru Murata
- 1924 : Jumyō no hi: Zenpen (寿命の火 前篇?) de Tomiyasu Ikeda
- 1924 : Moyuru uzumaki: Chūhen (燃ゆる渦巻 中篇?) de Tomiyasu Ikeda
- 1924 : Jumyō no hi: Kōhen (寿命の火 後篇?) de Tomiyasu Ikeda
- 1924 : Nostalgie du pays natal (なつかしの郷, Natsukashi no sato?) de Minoru Murata

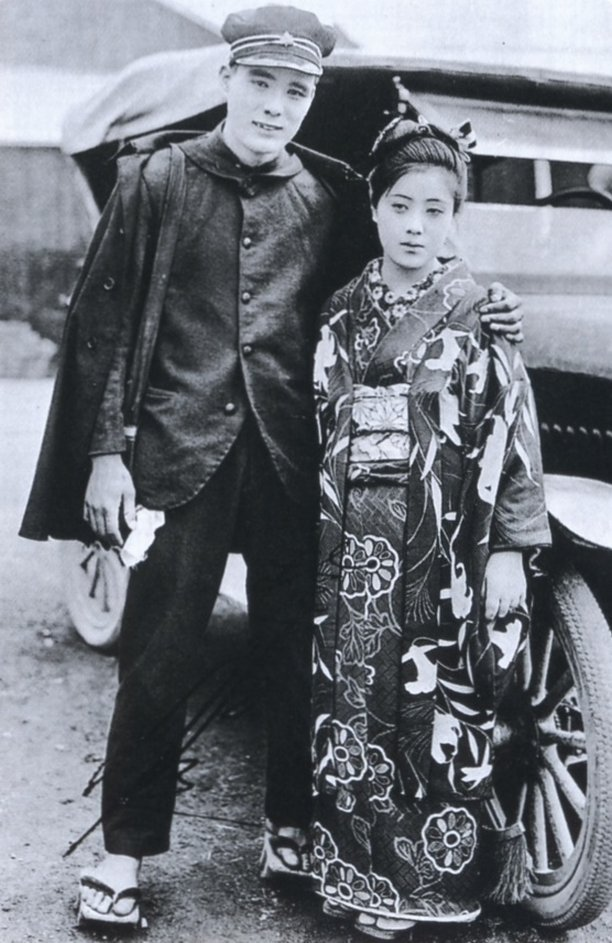
Denmei Suzuki et Kumeko Urabe dans Le Démon de l'or (1924).

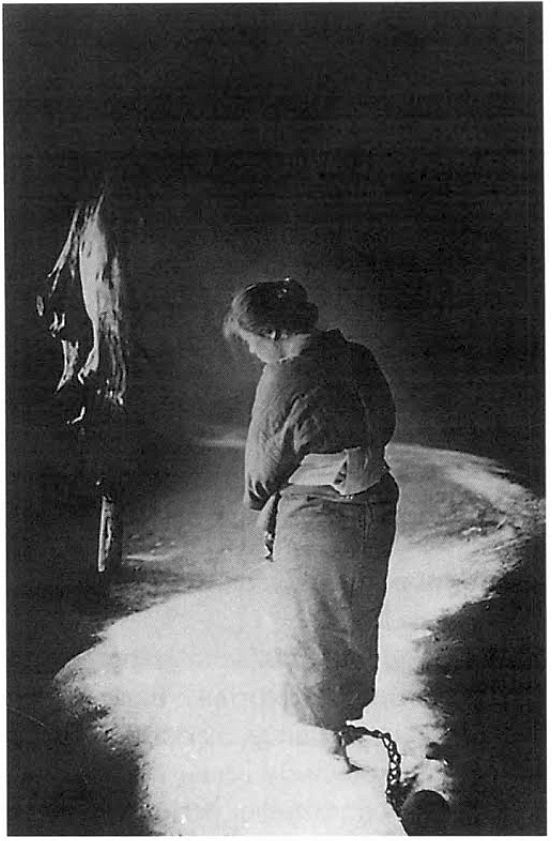
Kumeko Urabe dans La Femme de Seisaku (1924).

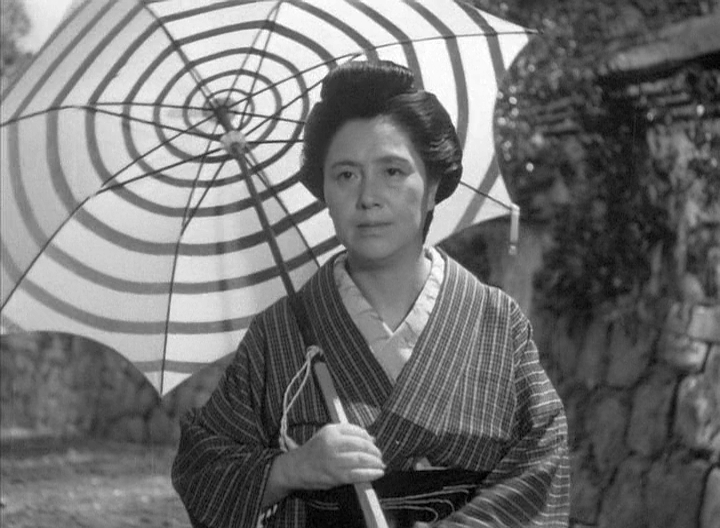
Kumeko Urabe dans L'Oie sauvage (1953).

- 1924 : Le Monde ici-bas - Rien que poussière (塵境, Jin kyō?) de Kenji Mizoguchi
- 1924 : Sengo no Suma (戦後の須磨?) de Tomiyasu Ikeda
- 1924 : Osumi et sa mère (お澄と母, Osumi to haha?) de Minoru Murata
- 1924 : Le Démon de l'or (金色夜叉, Konjiki yasha?) de Minoru Murata
- 1924 : Nouvelle version de l'oiseau en cage (新籠の鳥, Shin kago no tori?) de Minoru Murata
- 1924 : La Hache qui coupe l'amour (恋を断つ斧, Koi o tatsu ono?) de Kenji Mizoguchi et Kiyomatsu Hosoyama (ja)
- 1924 : La Reine du cirque (曲馬団の女王, Kyokubadan no joō?) de Kenji Mizoguchi
- 1925 : Ā tokumukan Kantō (噫特務艦関東?) de Kenji Mizoguchi, Osamu Wakayama (ja) et Kensaku Suzuki (ja)
- 1925 : Pas d'argent, pas de combat (無銭不戦, Uchen-Puchan?) de Kenji Mizoguchi
- 1925 : Une femme attachée à la loi (法を慕ふ女, Hō o shitau onna?) de Minoru Murata et Genjirō Saegusa (ja)
- 1925 : L'Être humain (人間, Ningen?) de Kenji Mizoguchi
- 1925 : Le Général Nogi et monsieur l'Ours (乃木将軍と熊さん, Nogi taishō to Kumasan?) de Kenji Mizoguchi
- 1926 : Ware moshi funki seba (吾若し奮起せば?) de Seiichi Ina
- 1926 : Le Soleil I (日輪 前篇, Nichirin: Zenpen?) de Minoru Murata
- 1926 : Le Soleil II (日輪 後篇, Nichirin: Kōhen?) de Minoru Murata
- 1927 : Le Faucon noir (黒鷹丸, Kurotaka maru?) de Tomotaka Tasaka
- 1927 : Gaisen: Shiyōnen (凱旋少年?) de Seiichi Ina
- 1927 : La Maison de poupée (人形の家, Ningyō no ie?) de Yutaka Abe
- 1930 : L'Étrangère Okichi (唐人お吉, Tojin okichi?) de Kenji Mizoguchi
- 1931 : Les Vingt-Six Martyrs japonais (殉教血史 日本二十六聖人, Junkyō kesshi Nihon nijūroku seijin?) de Tomiyasu Ikeda
- 1933 : Le Fil blanc de la cascade (瀧の白糸, Taki no shiraito?) de Kenji Mizoguchi
- 1933 : La Fête à Gion (祇園祭, Gion matsuri?) de Kenji Mizoguchi
- 1937 : L'Impasse de l'amour et de la haine (愛怨峡, Aien kyo?) de Kenji Mizoguchi
- 1938 : Ah ! Le Pays natal (あゝ故郷, Aa kokyo?) de Kenji Mizoguchi
- 1939 : Ie naki musume (家なき娘?) de Seiichi Ina : Oyone[2]
- 1948 : Femmes de la nuit (夜の女たち, Yoru no onnatachi?) de Kenji Mizoguchi
- 1950 : Le Destin de madame Yuki (雪夫人絵図, Yuki fujin ezu?) de Kenji Mizoguchi
- 1951 : Le Repas (めし, Meshi?) de Mikio Naruse
- 1952 : Vivre (生きる, Ikiru?) d'Akira Kurosawa
- 1952 : L'Éclair (稲妻, Inazuma?) de Mikio Naruse
- 1952 : Forever My Love (いついつまでも, Itsu itsu made mo?) de Paul Sloane
- 1953 : Là d'où l'on voit les cheminées (煙突の見える場所, Entotsu no mieru basho?) de Heinosuke Gosho
- 1953 : Le Trône du maître de nô (獅子の座, Shishi no za?) de Daisuke Itō : Kayo
- 1953 : Frère aîné, sœur cadette (あにいもうと, Ani imôto?) de Mikio Naruse
- 1953 : L'Oie sauvage (雁, Gan?) de Shirō Toyoda
- 1955 : Comme une fleur des champs (野菊の如き君なりき, Nogiku no gotoki kimi nariki?) de Keisuke Kinoshita
- 1956 : Printemps précoce (早春, Soshun?) de Yasujirō Ozu
- 1956 : La Rue de la honte (赤線 地帯, Akasen chitai?) de Kenji Mizoguchi
- 1957 : Typhon sur Nagasaki d'Yves Ciampi
- 1957 : Pays de neige (雪国, Yukiguni?) de Shirō Toyoda
- 1957 : Crépuscule à Tokyo (東京暮色, Tōkyō boshoku?) de Yasujirō Ozu : la maitresse de Komatsu
- 1957 : Élégie du Nord (晩歌, Banka?) de Heinosuke Gosho
- 1958 : Le  Guet-apens (張込み, Harikomi?) de Yoshitarō Nomura
- 1959 : Herbes flottantes (浮草, Ukikusa?) de Yasujirō Ozu
- 1960 : Testaments de femmes (女経, Jokyō?) de Kon Ichikawa, Yasuzō Masumura et Kōzaburō Yoshimura
- 1960 : La Femme qui touchait les jambes (足にさわった女, Ashi ni sawatta Onna?) de Yasuzō Masumura
- 1962 : J'ai deux ans (私は二歳, Watashi wa nisai?) de Kon Ichikawa
- 1963 : 18 jeunes gens à l’appel de l’orage (嵐を呼ぶ十八人, Arashi o yobu juhachi-nin?) de Yoshishige Yoshida
- 1964 : Une femme dans la tourmente (乱れる, Midareru?) de Mikio Naruse
- 1966 : Délit de fuite (ひき逃げ, Hikinige?) de Mikio Naruse
- 1967 : Nuages épars (乱れ雲, Midaregumo?) de Mikio Naruse
- 1975 : Kenji Mizoguchi ou la vie d'un artiste (ある映画監督の生涯 溝口健二の記録, Aru eiga-kantoku no shōgai Mizoguchi Kenji no kiroku?) de Kaneto Shindō (documentaire) : elle-même
- 1976 : C'est dur d'être un homme : Pur est le cœur du poète (男はつらいよ 寅次郎純情詩集, Otoko wa tsurai yo: Torajirō junjō shishū?) de Yōji Yamada
- 1977 : Chikuzan, le baladin aveugle (竹山ひとり旅, Chikuzan hitori tabi?) de Kaneto Shindō
- 1987 : Hachiko (ハチ公物語, Hachikō monogatari?) de Seijirō Kōyama

## Récompenses et distinctions
- 1966 : Médaille au ruban pourpre